# Nugssuaq

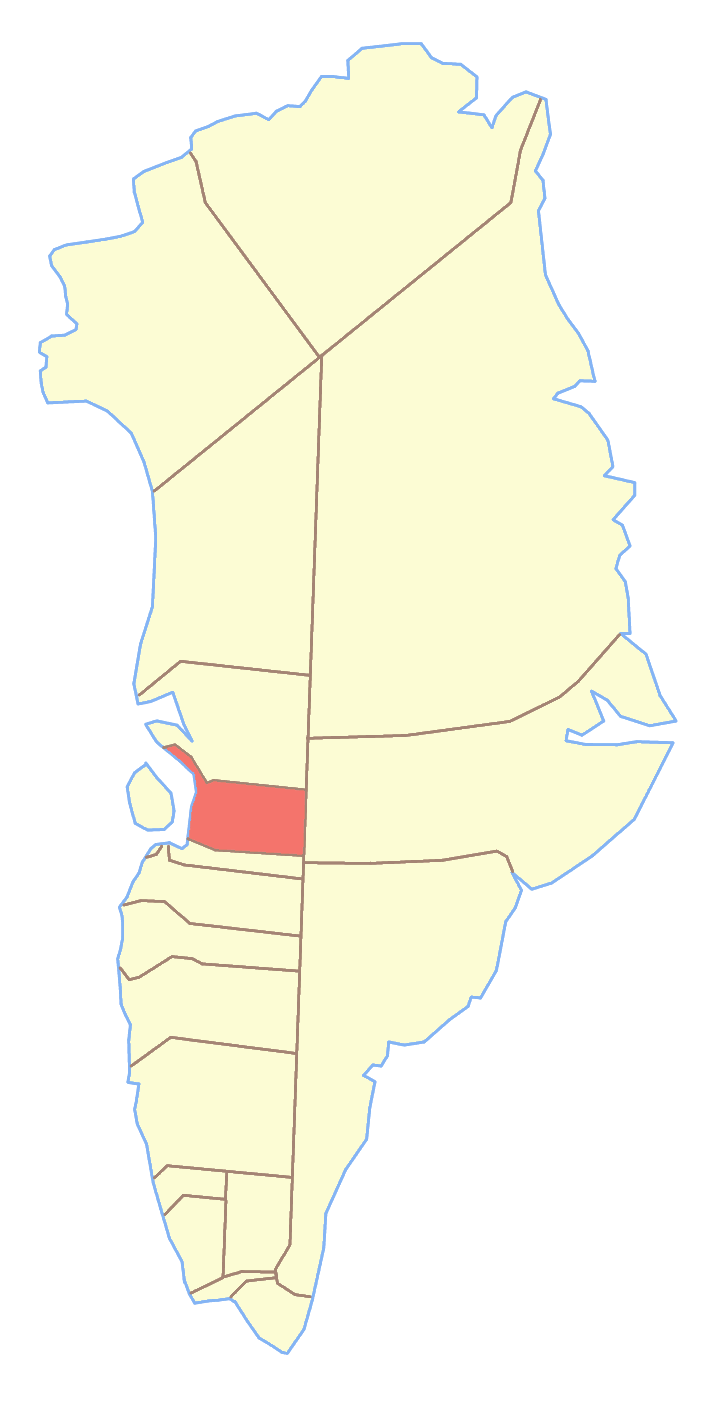
Ex comune di Ilulissat dove si trova la penisola

Il Nugssuaq (o Nûgssuaq) è una penisola della Groenlandia. Si protende a nord-ovest nella Baia di Baffin, è collegata alla terraferma a sud-est e a sud è bagnata dal Vaigat; è molto montagnosa ed impervia. La penisola fa parte del comune di Avannaata. 
Nella parte sud-est si trova il villaggio di Saqqaq; sulla costa settentrionale si può visitare Hollaenderbugt (letteralmente baia olandese) con i resti di un'antica stazione baleniera olandese.